# Matthias Wesenbeck

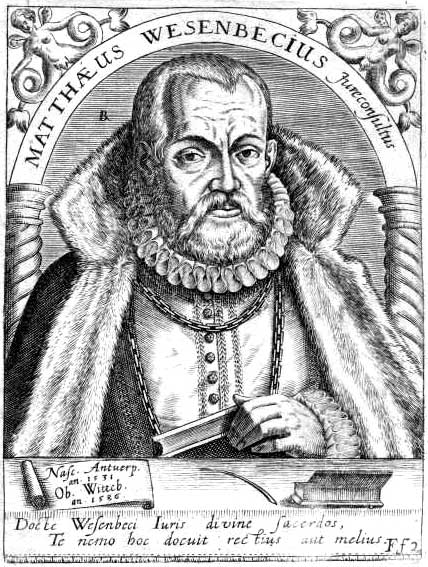
Matthias Wesenbeck

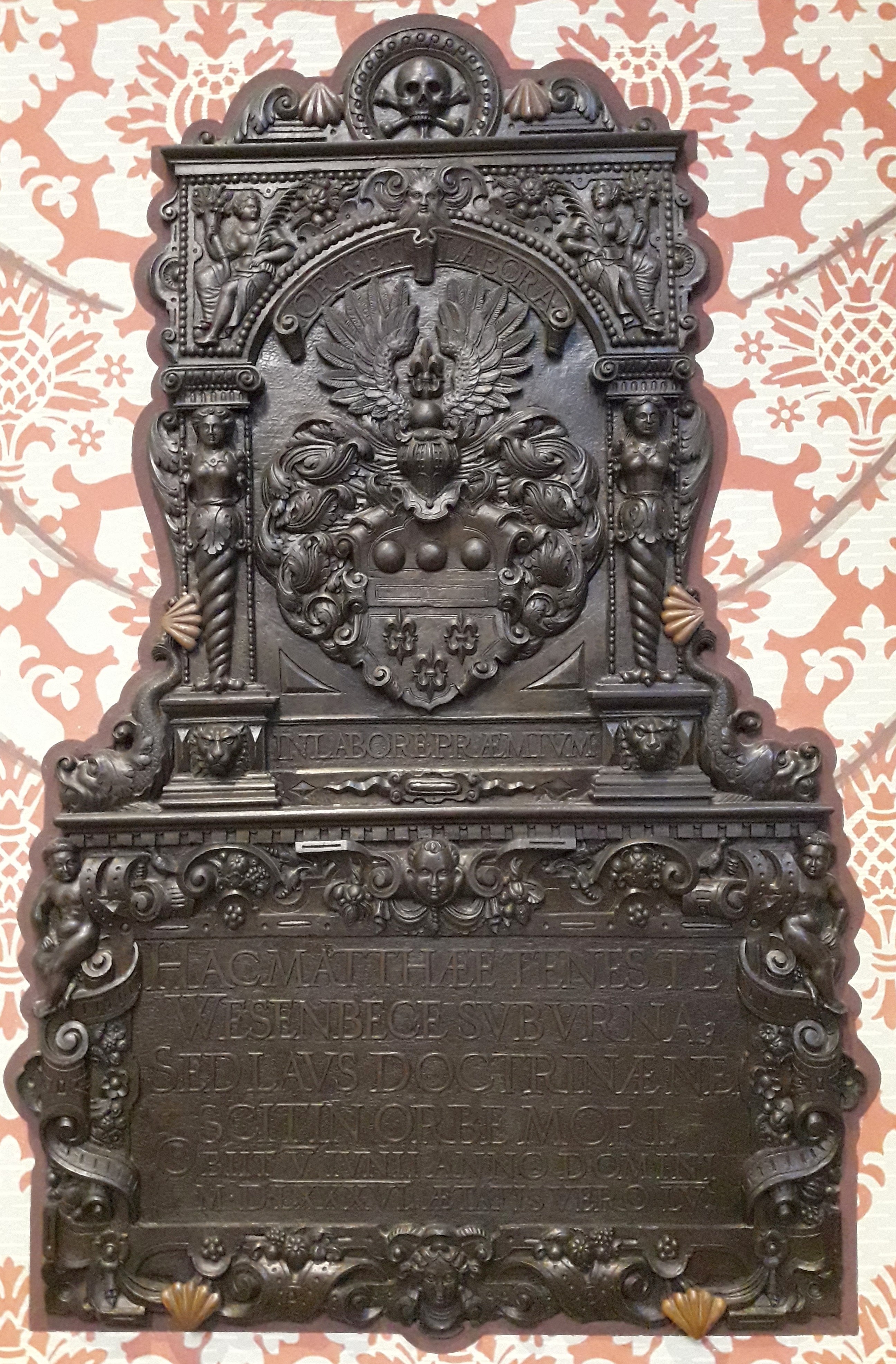
Monument für Matthias Wesenbeck in der Schlosskirche Wittenberg

Matthias Wesenbeck (* 25. Oktober 1531 in Antwerpen; † 5. Juni 1586 in Wittenberg; auch Mathaeus Wesenbeck, latinisiert Wesenbecius) war einer der bedeutendsten flämischen Juristen des frühen usus modernus pandectarum.

## Leben
Seit 1545 studierte Wesenbeck an der Universität Löwen, wo er sich zum Rechtsstudium unter Gabriel Mudäus (1500–1560) hingezogen fühlte, und erwarb sich dort 1550 das Lizentiat der Rechtswissenschaften. Seit 1552 setzte er das Studium der Sieben Freie Künste und der Rechtswissenschaften in Paris fort. Da er sich dem Protestantismus anschloss, musste er sein Domizil verlassen. Als Anhänger der lutherischen Lehre ging er nach Sachsen, als unter Philipp II. die Inquisition in den Niederlanden zunahm.
Er wendete sich nach Deutschland und immatrikulierte sich 1558 an der Universität Jena, wo er als D. cons. et prof. puh/. in den Matrikeln der juristischen und philosophischen Fakultät verzeichnet ist. Nachdem er dort Vorlesungen gehalten hatte, promovierte er zum Doktor der Rechte, heiratete die Tochter des Kanzlers Franz Burkhard und wurde 1561 Dekan der juristischen Fakultät.
1569 ging er als Nachfolger Johann Schneidewins an die Universität Wittenberg. Dort übernahm er die Vorlesungen des Codex am 15. August, über eine Rede des Papinianus. Eine Berufung an die Universität Heidelberg scheiterte an seinen Forderungen. Wesenbeck beteiligte sich auch an den organisatorischen Aufgaben der Universität, war dabei 1571 Prorektor und 1573 Rektor der Einrichtung. Auch war er Geheim- und Appellationsrat bei Kurfürst August von Sachsen und Beisitzer im kurfürstlichen Hofgericht, am Schöppenstuhl. Kaiser Maximilian bestätigte 1571 in Prag seinen alten Adel aus den Niederlanden nebst der Freiheit, das Wappen auch in Deutschland zu führen.
In Wittenberg erlangte er Ansehen dadurch, dass er 1576 eine Sammlung seiner Rechtsgutachten anlegte, welche auf acht Bände anwuchs. Des Weiteren verfasste er einen Kommentar zu den Pandekten, welcher zuerst 1565 erschien und in Wittenberg unter Einbeziehung des Codex fortgesetzt wurde. Dieser ist fast ein Jahrhundert in Gebrauch geblieben. Weitere Werke erschienen unter dem Titel Exempla jurisprudentiae 1572, Sammlung von Reden, und ein Tractatus de feudis, der direkt aus seinen Vorlesungen hervorging.

## Lehre
Seine Bedeutung für die Rechtswissenschaft liegt in seinem Kommentar zu den Pandekten, in dem er die einzelnen Titel systematisch behandelt und zugleich den Bezug zu der juristischen Praxis herstellt. Wesenbeck war der maßgebliche Jurist des frühen usus modernus pandectarum, der sich für die Klagbarkeit aller Verträge, auch der einfachen, sog. pacta nuda, aussprach. Damit hat er den Grundstein für die heutige Vertragslehre gelegt.
Ein Teil der Werke Wesenbecks wurde in den Index Librorum Prohibitorum aufgenommen. Beanstandet wurden von der Inquisition vor allem seine Lehren zum Eherecht, insbesondere die Möglichkeit der Ehescheidung im Fall von Ehebruch und Desertion, d. h. böswillem Verlassen. Auch für den an der Scheidung schuldigen Teil ließ Wesenbeck die Wiederverheiratung zu.

## Familie
Wesenbeck war das zwölfte von 13 Kindern, von denen die zwölf Jungen Namen der Apostel trugen, so der Eintrag in der Allgemeinen Deutschen Biographie (ADB). In Zedlers Universallexikon heißt es aber, Wesenbeck selbst habe 13 Kinder gehabt, wobei die Söhne die Namen der zwölf Apostel getragen hätten. Sein gleichnamiger Sohn und der gleichnamige Enkel waren ebenfalls Juristen. Der Sohn lebte 1590 in Zerbst und wurde 1592 erster Rechtslehrer in Altdorf bei Nürnberg. Der 1600 geborene Enkel war brandenburgischer Staatsmann. Die Witwe Wesenbecks († 1605) zog 1602 nach Zerbst, weil sie wegen ihrer Tendenz zum reformierten Glauben zu stark bedrängt wurde. Die Tochter Katharina Wesenbeck ehelichte den Juristen und Kanzler in Zerbst Laurentius Biedermann. Der Sohn Victorin Wesenbeck († März 1621 in Torgau) war verheiratet mit Judith, der Tochter des Torgauer Syndikus Balthasar Sommer.

## Werke
- Paratitla in Pandectarum iuris civilis libros quinquaginta (online – Internet Archive)

1566 erschienener Kommentar zu den Pandekten.
- Tractatus et responsa quae vulgo consilia appelantur

1576 veröffentlichte Sammlung seiner Rechtsgutachten.
- Tractatus de feudis